# 2000 WH10
2000 WH10 is een planetoïde met een elliptische baan. Gemiddeld staat hij in de planetoïdengordel op een afstand van 2,523 AE tot de zon. Zijn perihelium is echter 0,854 AE en zijn aphelium 4,192 AE. 2000 WH10 is daarmee een aardscheerder uit de Apollo-planetoïden groep. Hij heeft een diameter van slechts 110 meter.
Het ongewone aan deze planetoïde is zijn zeer snelle rotatietijd van slechts 80 seconden. Daardoor kan 2000 WH10 geen vliegende hoop gruis zijn, maar moet het een massief rotsblok zijn. Dat is bijzonder, want van bijna alle tot nu toe ontdekte planetoïden wordt verwacht dat ze vliegende hopen gruis zijn. Tot nu toe heeft niemand een goede verklaring gevonden voor zijn snelle rotatietijd.